# Egypt Station
Egypt Station es el decimoséptimo álbum de estudio en solitario del músico británico Paul McCartney, publicado por el sello Capitol Records el 7 de septiembre de 2018. El álbum es el primer trabajo de McCartney con material original desde la publicación de New en 2013 y el primer disco de Paul en Capitol Records desde Chaos and Creation in the Backyard de 2005. 
Egypt Station fue producido principalmente por Greg Kurstin y Ryan Tedder en una sola canción. 
El álbum ha vendido 153 000 copias durante su primera semana en EE. UU. y unas 40,000 copias durante la segunda semana, por lo que alcanzó el número 1 en este país después de 36 años desde que en 1982 publicará "Tug of War".

## Composición
Egypt Station tiene 16 pistas, incluyendo los dos temas instrumentales de apertura y cierre llamados "Opening Station" y "Station II". Entre las canciones que lo componen, destacan I Don't Know, Come On To Me, "Fuh You", "Happy With You" (descrita como «una meditación acústica sobre la satisfacción actual»), "People Want Peace" («un himno atemporal que se ajusta a prácticamente a cualquier álbum de cualquier época de McCartney»), y el épico cierre de múltiples movimientos llamado "Despite Repeated Warnings".

Sobre la inspiración del título y el tema del álbum, Paul comentó: 
"Me gustaron las palabras 'Egypt Station'. Me recordó a los álbumes que solíamos hacer ... 'Egypt Station' comienza en la primera canción y luego cada canción es una estación distinta. Así que nos dio una idea para basar todas las canciones alrededor de eso. Lo considero un lugar de ensueño del que emana la música".

## Promoción
El 10 de junio de 2018, todo el contenido de la página de Instagram de McCartney fue eliminado provocado algunos rumores sobre un nuevo álbum, que cobraron mayor relevancia cuando fueron publicadas más fotos de Paul en el estudio tocando varios instrumentos. El título Egypt Station  se anunció por primera vez el 18 de junio, en la celebración del cumpleaños 76 de McCartney. Un día después, el sitio oficial del músico anunció oficialmente el lanzamiento de un sencillo doble: "I Don't Know" / "Come On To Me". El 20 de junio, ambas pistas fueron estrenadas junto al anuncio del título y fecha del nuevo álbum de McCartney.
Después de muchos rumores, McCartney grabó junto a James Corden un segmento de "Carpool Karaoke" para el programa The Late Late Show with James Corden en Liverpool el 9 de junio de 2018. Otro segmento del programa fue grabado en Philharmonic Dining Rooms donde el músico y su banda interpretaron "Come On To Me" por primera vez en vivo.
El 3 de julio se anunciaron las primeras fechas de la gira Freshen Up a través de la página web de McCartney que comenzará el 17 de septiembre.
El 19 de julio, Paul publicó una imagen en su Instagram preguntando a los fanáticos "¿Por qué crees que deberías asistir a un evento secreto en Londres con Paul la próxima semana?".  A los seguidores se les pidió que "publicaran un video corto usando el hashtag #UnderTheStaircase". Los ganadores del concurso fueron invitados a un concierto secreto en Abbey Road Studios con la asistencia de otros invitados famosos como Johny Deep. El setlist incluía cuatro canciones del álbum, incluido "Come On To Me", y los debuts en vivo de "Confidante", "Fuh You" y una canción que no se mencionó anteriormente llamada "Who Cares". Esa misma semana, McCartney ofreció un concierto sorpresa The Cavern Club en Liverpool.
El 25 de julio, McCartney realizó una charla titulada "Casual Conversation" en el Instituto de Artes Escénicas de Liverpool (LIPA). Moderado por Jarvis Cocker, el evento fue transmitido en vivo por Facebook y respondió las preguntas de los estudiantes de LIPA y de los espectadores en línea.
El 15 de agosto, se lanzó "Fuh You" como el segundo sencillo del álbum.
El 3 de septiembre, el canal de YouTube de Paul lanzó una serie de videos titulados "Egypt Station - Words Between the Tracks". En estos vídeos muestran a McCartney describiendo brevemente la composición e inspiración de los 16 temas del álbum de edición estándar.
El 7 de septiembre, para celebrar el lanzamiento del álbum,se realizó un concierto "secreto" en la estación Grand Central que se transmitió en vivo en YouTube.

## Ediciones especiales

### Traveller's Edition Box Set
El 14 de febrero de 2019, se anunció en la página oficial de McCartney el lanzamiento de una caja recopilatoria que incluía una maleta de viaje estilo vintage, con adhesivos que hacen alusión a las canciones del disco, memorabillia del lanzamiento, la grabación y la promoción del álbum, una versión LP, canciones extra, versiones en vivo grabadas en Abbey Road Studios, el Cavern Club, la Estación Gran Central y el LIPA; un juego de cartas, fotografías de McCartney, un rompecabezas y un mapa. El box set de "La edición del viajero" se lanzó el 10 de mayo.

### Explorer's Edition
El 19 de mayo de 2019, fue lanzada la versión extendida del álbum que contiene las pistas del Box Set "Traveller's Edition", con una portada de diferente color, pues la original tiene un fondo amarillo, mientras que la "edición del explorador" cuenta con una cubierta con tonos rojizos, simulando el atardecer.

## Lista de canciones
| N.º | Título                       | Duración |  |
| 1.  | «Opening Station»            | 0:42     |  |
| 2.  | «I Don't Know»               | 4:26     |  |
| 3.  | «Come On To Me»              | 4:10     |  |
| 4.  | «Happy With You»             | 3:34     |  |
| 5.  | «Who Cares»                  | 3:13     |  |
| 6.  | «Fuh You»                    | 3:23     |  |
| 7.  | «Confidante»                 | 3:04     |  |
| 8.  | «People Want Peace»          | 3:00     |  |
| 9.  | «Hand in Hand»               | 2:35     |  |
| 10. | «Dominoes»                   | 5:02     |  |
| 11. | «Back in Brazil»             | 3:17     |  |
| 12. | «Do It Now»                  | 3:29     |  |
| 13. | «Caesar Rock»                | 3:29     |  |
| 14. | «Despite Repeated Warnings»  | 7:00     |  |
| 15. | «Station II»                 | 0:46     |  |
| 16. | «Hunt You Down/Naked/C-Link» | 6:22     |  |

### Explorer's Edition (2019)
Además de las pistas originalesː
| N.º | Título                                        | Duración |  |
| 1.  | «Get Started»                                 | 3ː41     |  |
| 2.  | «Nothing For Free»                            | 3ː15     |  |
| 3.  | «Frank Sinatra's Party»                       | 2ː44     |  |
| 4.  | «Sixty Second Street»                         | 3:57     |  |
| 5.  | «Who Cares (Duración completa / Full Length)» | 5ː53     |  |
| 6.  | «Get Enough»                                  | 2ː56     |  |
| 7.  | «Come On To Me (Live at Abbey Road Studios)»  | 4ː19     |  |
| 8.  | «Fuh You (Live at Cavern Club)»               | 3:35     |  |
| 9.  | «Confidant (Live at LIPA)»                    | 3ː16     |  |
| 10. | «Who Cares (Grand Central Station)»           | 3ː02     |  |

## Posición en listas
Álbum
| País           | Lista                                          | Posición |
| -------------- | ---------------------------------------------- | -------- |
| Alemania       | GfK Entertainment Charts                       | 1        |
| Bélgica        | (Ultratop Flanders)                            | 2        |
| España         | Promusicae                                     | 2        |
| Bélgica        | (Ultratop Wallonia)                            | 3        |
| Canadá         | Billboard                                      | 3        |
| Estados Unidos | Billboard 200                                  | 1        |
| Irlanda        | Irish Recorded Music Association               | 7        |
| Italia         | Federazione Industria Musicale Italiana (FIMI) | 5        |
| Reino Unido    | Official Charts Company                        | 3        |
| Nueva Zelanda  | Recorded Music NZ                              | 12       |
| México         | Billboard 200                                  | 1        |